# Lissamphibia
Sous-classe
Ordres de rang inférieur
- †Allocaudata
- Gymnophiona
- super-ordre Batrachia :
  - Urodela (salamandres, tritons...)
  - Anura (grenouilles et crapauds)

En taxinomie traditionnelle, la sous-classe des Lissamphibia, ou lissamphibiens, est le seul groupe survivant de la classe des amphibiens (anciennement batraciens). C'est un groupe de vertébrés tétrapodes, même si les membres chiridiens se sont perdus secondairement chez les gymnophiones (ou apodes).
En taxinomie phylogénétique (qui s'intéresse d'abord aux relations de parenté), les lissamphibiens actuels constituent un groupe dont la monophylie semble avérée, constituant donc un clade à proprement parler.
Les lissamphibiens actuels sont un groupe descendant des premiers tétrapodes aquatiques puis amphibiens du Dévonien terminal (-380 à 360 millions d'années). Malgré certaines ressemblances dans les modes de vie (partiellement aquatiques), de ponte (œufs aquatiques) ou de respiration (branchies, au moins chez les jeunes), les lissamphibiens modernes ne sont pas des tétrapodes primitifs. Le taxon Lissamphibia est en effet d'apparition plus tardive, et porte des évolutions qui ne sont pas encore présentes chez les premiers tétrapodes. En ce sens, les batraciens actuels ne sont pas des tétrapodes primitifs, ni même n'en sont des approximations, même s'ils ont souvent conservé des caractères partiellement aquatiques.

## Caractéristiques
Ils possèdent des dents articulées sur petit pédoncule. La couronne bi- ou multicuspide est reliée par un ligament à un pédicelle lui-même fixé sur l'os de la mâchoire.
La plupart des lissamphibiens ont une phase de vie aquatique (larves) et une phase de vie terrestre. Ils fréquentent uniquement les eaux douces.
Les Lissamphibiens sont poïkilothermes (leur température est variable), possèdent des poumons, et leur peau permet une respiration cutanée. La larve possède des branchies.
Les Lissamphibiens à l'état adulte respirent par des poumons, mais aussi en grande partie par la peau. Il en existe même, par exemple les hydromantes, qui n'ont pas de poumons.
- L'os jugal manque entre le maxillaire supérieur et le quadrojugal.
- Une musculature particulière permet l'accommodation visuelle par déplacement antéro-postérieur du cristallin.
- Comme la cage thoracique n'est pas fermée (côtes réduites ou inexistantes), la ventilation pulmonaire est assurée par une déglutition particulière de l'air.
- Le labyrinthe comprend une zone sensorielle particulière.

## Classification des Lissamphibia
- Ordre Anura Fischer von Waldheim, 1813
- Ordre Caudata Fischer von Waldheim, 1813
- Ordre Gymnophiona Müller, 1832

L'ordre fossile †Allocaudata Fox et Naylor, 1982 contenant les albanerpetontidés et qui formerait avec les batraciens le clade Paratoidia.

## Phylogénie

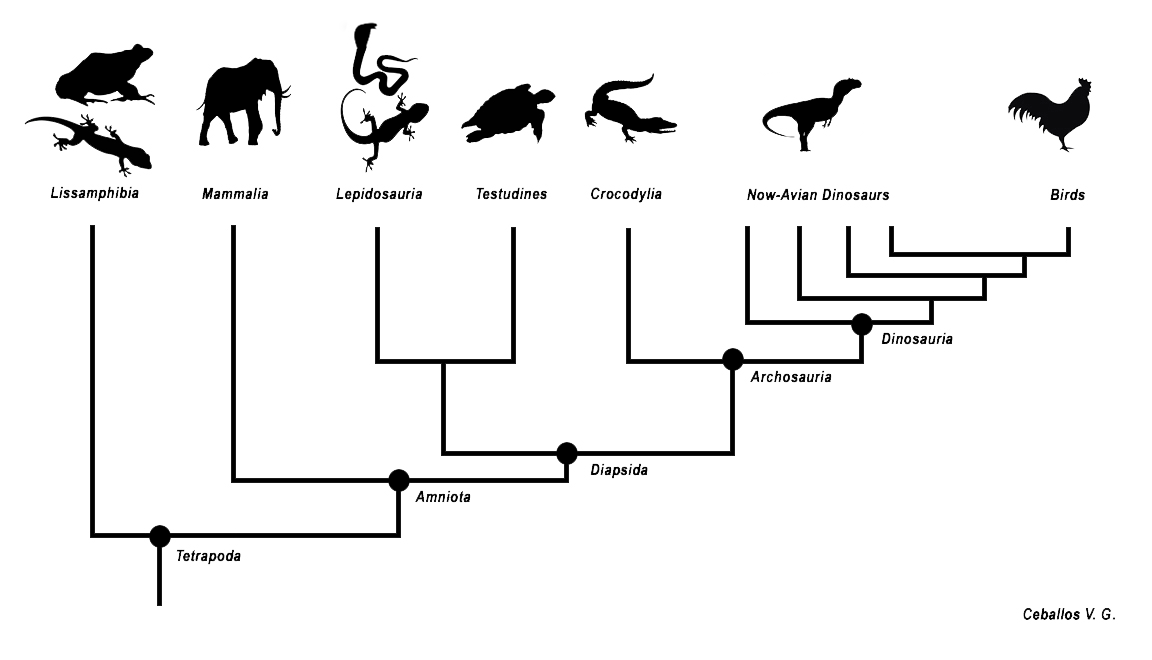
Cladogramme des tétrapodes illustrant la position phylogénétique des lissamphibiens.

Actuellement on réserve l'ancienne dénomination de Batraciens au super-ordre regroupant les anoures et les urodèles.

Phylogénie des ordres d'amphibiens modernes d'après Marjanovic & Laurin (2007) :
|           | † Allocaudata |
|           | |
| Batrachia | \| Caudata \| Urodela (salamandres...) \| \| \| Urodela (salamandres...) \| \| Salientia \| Anura (grenouilles et crapauds) \| \| \| Anura (grenouilles et crapauds) \| |
|           | \| Caudata \| Urodela (salamandres...) \| \| \| Urodela (salamandres...) \| \| Salientia \| Anura (grenouilles et crapauds) \| \| \| Anura (grenouilles et crapauds) \| |
| Caudata   | Urodela (salamandres...) |
|           | Urodela (salamandres...) |
| Salientia | Anura (grenouilles et crapauds) |
|           | Anura (grenouilles et crapauds) |

| Caudata   | Urodela (salamandres...)        |
|           | Urodela (salamandres...)        |
| Salientia | Anura (grenouilles et crapauds) |
|           | Anura (grenouilles et crapauds) |

|           | † Allocaudata |
|           | |
| Batrachia | \| Caudata \| Urodela (salamandres...) \| \| \| Urodela (salamandres...) \| \| Salientia \| Anura (grenouilles et crapauds) \| \| \| Anura (grenouilles et crapauds) \| |
|           | \| Caudata \| Urodela (salamandres...) \| \| \| Urodela (salamandres...) \| \| Salientia \| Anura (grenouilles et crapauds) \| \| \| Anura (grenouilles et crapauds) \| |
| Caudata   | Urodela (salamandres...) |
|           | Urodela (salamandres...) |
| Salientia | Anura (grenouilles et crapauds) |
|           | Anura (grenouilles et crapauds) |

| Caudata   | Urodela (salamandres...)        |
|           | Urodela (salamandres...)        |
| Salientia | Anura (grenouilles et crapauds) |
|           | Anura (grenouilles et crapauds) |